# Lopida
Lopida/Lopidana és un poble i concejo pertanyent al municipi de Vitòria. Tenia 21 habitants en (2007). Està enclavat en la Zona Rural Nord-oest de Vitòria. Es troba a uns 505 msnm, Es troba en la riba dreta del  Zadorra, entre els pobles d'Ihurre i Gobeu. Es troba 6,5 km al nord-oest del centre de la ciutat de Vitòria. Antigament estava annexat al municipi de Foronda fins que el 1975 fou annexat a Vitòria.
Té una església romànica del segle xiii. (Parròquia de la Mare de Déu de la Purificació).